# Државе Мексика
Мексико је савезна држава која се састоји од 31 државе чланице (Estados Libre y Soberano), којима управљају гувернери, и једног савезног дистрикта (Distrito Federal), у коме се налази главни град. Државе су: 
| | | | |
| 1. Агваскалијентес () 2. Доња Калифорнија () 3. Јужна Доња Калифорнија () 4. Кампече () 5. Чиапас () 6. Чивава () 7. Коауила () 8. Колима () | 1. Дуранго (Durango) 2. Гванахуато (Guanajuato) 3. Гереро (Guerrero) 4. Хидалго (Hidalgo) 5. Халиско (Jalisco) 6. Мексико (савезна држава) (México) 7. Мичоакан (Michoacán) 8. Морелос (Morelos) | 1. Најарит (Nayarit) 2. Нови Леон (Nuevo León) 3. Оахака (Oaxaca) 4. Пуебла (Puebla) 5. Керетаро (Querétaro) 6. Кинтана Ро (Quintana Roo) 7. Сан Луис Потоси (San Luis Potosí) 8. Синалоа (Sinaloa) | 1. Сонора (Sonora) 2. Табаско (Tabasco) 3. Тамаулипас (Tamaulipas) 4. Тласкала (Tlaxcala) 5. Веракруз (Veracruz) 6. Јукатан (Yucatán) 7. Закатекас (Zacatecas) |